# Кагарлик (Одеський район)
Кагарли́к (раніше Фрайберґ, Катарлик) — село Біляївської міської громади у Одеському районі Одеської області України. Населення становить 1637 осіб.

## Історія
Станом на 1 вересня 1946 року хутір Кагарлик входив до складу Василівської сільської Ради.

## Політика

### Парламентські вибори, 2019
На позачергових парламентських виборах 2019 року у селі функціонувала окрема виборча дільниця № 510247, розташована у приміщенні будинку культури.
Результати
- зареєстровано 1112 виборців, явка 37,23%, найбільше голосів віддано за «Слугу народу» — 61,65%, за «Опозиційну платформу — За життя» — 13,35%, за Радикальну партію Олега Ляшка — 7,04%.[2] В одномандатному окрузі найбільше голосів отримав Сергій Колебошин (Слуга народу) — 48,10%, за Сергія Червачова (самовисування) — 15,19%, за Романа Зелінського (самовисування) — 10,13%[3].

## Населення
Згідно з переписом 1989 року населення села становило 1641 особа, з яких 797 чоловіків та 844 жінки.
За переписом населення 2001 року в селі мешкало 1466 осіб.

### Мова
Розподіл населення за рідною мовою за даними перепису 2001 року:
| Мова       | Відсоток |
| ---------- | -------- |
| українська | 59,19 %  |
| російська  | 36,53 %  |
| румунська  | 1,53 %   |
| білоруська | 0,18 %   |
| болгарська | 0,18 %   |
| гагаузька  | 0,18 %   |

## Пам'ятки
- Пам'ятник воїнам-односельцям[d], загиблим в роки Великої Вітчизняної війни;
- Могила радянського воїна Н. С. Голікова[d], загиблого в повітряному бою над селом Кагарлик 21 серпня 1944 року;
- Курган № 34 (сер. IV тис. до н. е. — XIV ст. н. е.);
- Курган № 35 (сер. IV тис. до н. е. — XIV ст. н. е.);
- Курган № 36 (сер. IV тис. до н. е. — XIV ст. н. е.);
- Курган № 37 (сер. IV тис. до н. е. — XIV ст. н. е.)